# Buglossoporus marmoratus
Buglossoporus marmoratus är en svampart som beskrevs av Corner 1984. Buglossoporus marmoratus ingår i släktet Buglossoporus och familjen Fomitopsidaceae.   Inga underarter finns listade i Catalogue of Life.